# گرابوواتس (پروکوپیه)
گرابوواتس (به صربی: Grabovac) یک منطقهٔ مسکونی در صربستان است که در پروکوپلیه واقع شده‌است. گرابوواتس ۱۴ نفر جمعیت دارد.